# Kapitan Czytalski
Kapitan Czytalski / Kapitan Czytalski przedstawia / Kapitan O. G. Czytalski przedstawia (ang. Cap'n O. G. Readmore, 1985-1992) – amerykański serial animowany zrealizowany przez Ricka Reinerta.
Seria filmów Kapitan Czytalski przedstawia była emitowana w USA w programie telewizyjnym ABC Weekend Special. ABC Weekend Special to seria filmów dla dzieci, która była emitowana na ABC w latach 1977-1995 w soboty. W latach 80. prezenterem programu był kot Kapitan Czytalski (ang. Cap'n O. G. Readmore) – antropomorficzny kot maskotka ubrany w strój żeglarski, który zachęcał dzieci do czytania książek dla przyjemności. Cap'n O. G. Readmore to sympatyczny uliczny kot, który dużo czyta. Postać ta była pierwotnie stworzona w trzydziesto- i sześćdziesięcio-sekundowych spotach w celu promowania czytelnictwa wśród młodych widzów. Rick Reinert, który stworzył te spoty, zrealizował produkcję półgodzinnych filmów animowanych z serii ABC Weekend Special z udziałem kota Kapitana Czytalskiego i jego przyjaciół: Kitty Litterature, Ol' Tome’a i Lickety Page’a – członków Klubu Miłośników Książek. Postać Cap'n O. G. Readmore’a pojawiła się w pięciu filmach animowanych z serii Kapitan Czytalski przedstawia.
Postać kota Kapitana Czytalskiego (ang. Cap’n O. G. Readmore) stała się źródłem inspiracji przy wyborze drugiego imienia dla kota Deweya Readmore’a Booksa – słynnego bibliotecznego kota, bohatera książki Vicki Myron pt. Dewey: wielki kot w małym mieście.

## Fabuła
Kot Kapitan Czytalski prezentuje magiczne historie o drzewie fasolowym, Dr. Jekyll i Mr. Hyde, Czerwonym Kapturku, Kocie w butach oraz Kurczaku Małym.

## Obsada (głosy)
- Neil Ross jako Kapitan Czytalski

## Lista odcinków
| Nr | Polski tytuł                                                                                               | Angielski tytuł                                    | Data                 |
| -- | --- | -------------------------------------------------- | -------------------- |
| 1  | Kapitan Czytalski przedstawia drzewo fasolowe / Kapitan Czytalski przedstawia opowieść o drzewie fasolowym | Cap'n O. G. Readmore's Jack and the Beanstalk      | 12 października 1985 |
| 2  | Kapitan Czytalski przedstawia Dr. Jekyll i Mr. Hyde                                                        | Cap'n O. G. Readmore Meets Dr. Jekyll and Mr. Hyde | 13 września 1986     |
| 3  | Kapitan Czytalski przedstawia spotkanie z Czerwonym Kapturkiem                                             | Cap'n O. G. Readmore Meets Little Red Riding Hood  | 1 października 1988  |
| 4  | Kapitan Czytalski przedstawia bajkę o kocie w butach / Czytalski i bajka o kocie w butach                  | Cap'n O. G. Readmore's Puss In Boots               | 10 września 1988     |
| 5  | | Cap'n O. G. Readmore Meets Chicken Little          | 18 kwietnia 1992     |

## Wersja polska
Kapitan Czytalski – wersja wydana na VHS z angielskim dubbingiem i polskim lektorem w latach 90. Lektorem był Henryk Pijanowski. Dystrybucja: Demel.
Serial został wydany na Video CD w 2008 roku przez Twoje Media w serii Czarodziejskie opowieści po dwa filmy animowane wraz z prezentacją lekcji magii Macieja Pola. Istnieje też wersja wydana na DVD.